# Гурский, Афанасий Афанасьевич
 Афанасий Афанасьевич Гурский (23 августа 1868, Городнянский уезд, Черниговская губерния, Российская империя — после 1912 года) — российский дворянин, бухгалтер Государственного банка (Николаев).

## Биография
Сын губернского секретаря. Родился 23 августа 1868 года в Городнянском уезде Черниговской губернии. В 1890 году окончил 1-ю Харьковскую гимназию, а после — юридический факультет Харьковского университета.
В 1884 году был привлечен к дознанию вследствие доноса на него от октября 1884 года по обвинению в пропаганде среди крестьян. По высочайшему повелению 12 июня 1885 года за недостатком улик был освобожден от преследования.
После окончания курса в Харьковском университете поступил на службу в Елисаветградское Отделение Государственного банка на должность помощника бухгалтера, три года спустя был перемещен на ту же должность в Николаев, затем — в Кременчуг на должность бухгалтера, а отсюда — в Сарапуль. Затем состоял бухгалтером Конторы Государственного банка в Риге. С 1909 по 1912 год работал управляющим Тюменским отделением Государственного банка России. Скончался после 1912 года.

## Труды
- Таблицы для вычисления содержания г.г. служащим в Государственном банке. Устав Государственного банка 6 июня 1894 г. /сост. Николаев, 1899.
- Пособие скоро изучить и ясно понять двойную итальянскую бухгалтерию. Рига: типо-лит. В.П. Матвеева, 1913 (2-е изд. — Киев: тип. т-ва И.Н. Кушнерев и К°, 1913)